# Герб Салавата

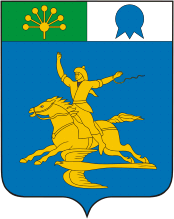
Герб міста Салават

Герб Салавата — є символом міста Салават, Башкортостан. Герб міста внесений до Державного геральдичного реєстру Російської Федерації рішенням Геральдичної ради при Президентові Російської Федерації (протокол № 5 від 31 травня 2001). Реєстраційний номер 661.

## Опис
Квітка кураю — символ дружби, сім його пелюсток — сім пологів, що поклали початок консолідації і єднанню народів Башкортостану. На території одного з семи цих пологів — роду Юрмати — розташовано місто Салават.
Стилізоване зображення газгольдеру символізує нафтохімічне виробництво, яке є градоутворювальним. Місто своїм народженням, розвитком, багатьма досягненнями зобов'язано нафтохімічному підприємству, яке є одним з найбільших в країні і
грає важливу роль в економіці міста.
На основному полі розташовані вершник і сокіл, що втілюють вічне прагнення до свободи національного герою башкирського народу — Салавата Юлаєва, чиїм ім'ям названо місто і де є пам'ятник, присвячений йому, аналогічного профілю.